# Tiguil
Tiguil (en rus: Тигиль) és un poble del krai de Kamtxatka, a Rússia, que el 2021 tenia 1.547 habitants. És la seu administrativa del districte homònim.